# Mansión de Remte
La Mansión de Remte (en letón: Remtes muižas pils) es una casa señorial en la histórica región de Curlandia, en Remte, Letonia. Originalmente construida en 1800, fue modernizada en 1880. El edificio actualmente alberga la escuela primaria de Remte.

## Historia
Los primeros registros se remontan a 1509 cuando la mansión era propiedad de Butlar. 190 años después era posesión de los Brinckens, y después de Brucken. Desde 1767 la mansión pertenecía a Medem. La mansión fue expropiada de su familia en 1920 y después la Escuela de Remte fue situada ahí.
La mansión fue erigida en 1800 en estilo Clasicista. En 1880 la mansión fue completamente reconstruida de tal modo que el estilo arquitectónico ahora es el Neorrenacentista. En 1893 se introdujo el telégrafo en las fincas de Saldus. La "Esfige" en relieve de la mansión fue construida en 1800. Destruida por un incendio en 1905, la mansión fue restaurada en 1926. 
El pacífico y pintoresco parque que rodea la mansión y tiene una avenida llamada "Avenida de los Cerdos" (en letón: Cūku aleja) que conduce a la cercana Jaunpils. El parque cubre un área de 26 hectáreas. Está decorado con pabellones, columnas y torres. El parque tiene un sistema de estanques y canales.